# Unterbäch
Unterbäch est une commune suisse du canton du Valais, située dans le demi-district de Rarogne occidental.

## Géographie
Le territoire d'Unterbäch s'étend sur 21,99 km2. Lors du relevé de 2013-2018, les surfaces d'habitations et d'infrastructures représentaient 1,8 % de sa superficie, les surfaces agricoles 25,8 %, les surfaces boisées 30,5 % et les surfaces improductives 42,0 %.
Unterbäch se trouve dans le demi-district de Rarogne occidental, en Valais. Le village se situe sur une terrasse surplombant la rive gauche du Rhône.

## Toponymie
La commune est attestée vers 1280 comme « Underbechque ». Son nom est formé de la préposition suisse allemande « Under », « entre », et de la forme au datif pluriel « Bächen », ruisseau. Il signifie ainsi « entre les ruisseaux » de Mühlebach et Laubbach.

## Histoire

### Histoire générale
Aux XIIe et XIIIe siècles, les barons de Rarogne, les von Visp, Asperlin et de Bex ont des biens à Unterbäch. Les seigneurs d'Unterbäch, puis les Buchin (ou Bitschin), ministériaux des Rarogne et vassaux de l'évêque de Sion, possèdent une tour d'habitation (XIIe et XIIIe siècles) au centre de la localité. Celle-ci gagne en importance après avoir racheté aux Rarogne en 1434 les droits de justice de Holz. La commune, dont les statuts datent de 1490 et 1538, fait partie du vidomnat de Rarogne. En 1846, le hameau de Turtig est cédé à la commune de Rarogne.
Au spirituel, elle appartient à la grande paroisse de Rarogne à partir de 1538 et forme une filiale avec Bürchen dès 1554. Doté d'une chapelle (Sainte-Trinité) dès 1558, Unterbäch devient une paroisse en 1859 (Bürchen s'en détache en 1879).
L'ouverture de la route de Viège (1936) permet à de nombreux habitants de travailler dans l'industrie (Lonza) tout en restant paysans (paysans-ouvriers). Après la construction du téléphérique Unterbäch-Rarogne (1950), le village, alors agricole, devient rapidement une station touristique.

### Droit de vote des femmes
La commune est la première de Suisse à accorder le droit de vote aux femmes en 1957 et ceci de manière illégale, sur un objet communal,. Pour cette raison, Unterbäch est appelée « Le Grütli de la femme suisse ». Le 3 mars 1957, le Conseil communal décide de laisser participer les femmes à cette votation qui les concerne, puisqu'elle porte sur l'introduction d'un service civil obligatoire pour les femmes.
Katharina Zenhäusern (1919-2014) est la toute première femme suisse à déposer un bulletin de vote dans une urne. Son mari, le président de la commune et député au Grand Conseil valaisan Paul Zenhäusern (1917-2002), et le Conseiller national valaisan Peter von Roten (1916-1991) sont les initiateurs de la participation des femmes à cette votation. L'événement fait l'objet d'une couverture médiatique importante. Certains quotidiens, comme le Nouvelliste valaisan et la Gazette de Lausanne, reprochent à la commune d'utiliser l'événement pour faire de la promotion touristique. Des reporters de Der Spiegel et du New York Times couvrent également l'événement, ainsi que le Schweizer Filmwochenschau dans son reportage du 8 mars 1957.
Sur les 86 citoyennes de la commune, 33 prennent part au vote. Leurs bulletins sont rassemblés dans une urne séparée et ne sont valables qu'à titre consultatif . La participation des femmes lors de cette votation, à laquelle le Conseil d'État valaisan ainsi que le Conseil fédéral se sont opposés , revêt aujourd'hui encore une valeur symbolique. En 2021, pour célébrer les 50 ans du suffrage féminin en Suisse, c'est à Unterbäch que se sont réunies les Femmes socialistes suisses.

## Population et société

### Surnom
Les habitants de la commune sont surnommés d'Schwieschwanzdräjär, soit ceux qui retournent la queue des cochons en dialecte alémanique valaisan, ou d'Schwieschwanz, soit les queues de cochon.

### Démographie

#### Évolution de la population
Unterbäch compte 485 habitants au 31 décembre 2022 pour une densité de population de 22 hab/km2. Sur la période 2010-2019, sa population a augmenté de 9,0 % (canton : 10,5 % ; Suisse : 9,4 %).  

#### Pyramide des âges
En 2020, le taux de personnes de moins de 30 ans s'élève à 27 %, au-dessous de la valeur cantonale (31,7 %). Le taux de personnes de plus de 60 ans est quant à lui de 33,7 %, alors qu'il est de 26,6 % au niveau cantonal.
La même année, la commune compte 229 hommes pour 215 femmes, soit un taux de 51,6 % d'hommes, supérieur à celui du canton (49,6 %).
| Hommes | Classe d’âge | Femmes |
| ------ | ------------ | ------ |
| 0,4    | 90 ans ou +  | 0,0    |
| 9,2    | 75 à 89 ans  | 12,1   |
| 21,0   | 60 à 74 ans  | 24,7   |
| 22,7   | 45 à 59 ans  | 20,5   |
| 18,3   | 30 à 44 ans  | 17,2   |
| 14,4   | 15 à 29 ans  | 14,4   |
| 14,0   | - de 14 ans  | 11,2   |

| Hommes | Classe d’âge | Femmes |
| ------ | ------------ | ------ |
| 0,5    | 90 ans ou +  | 1,2    |
| 7,5    | 75 à 89 ans  | 9,4    |
| 16,8   | 60 à 74 ans  | 17,7   |
| 22,2   | 45 à 59 ans  | 21,7   |
| 20,3   | 30 à 44 ans  | 19,4   |
| 17,7   | 15 à 29 ans  | 16,6   |
| 14,9   | - de 14 ans  | 14,1   |